# Sejalec
Sejalec je bil pogost motiv slikarjev in kiparjev. V Sloveniji je najbolj znana impresionistična slika, njen avtor je Ivan Grohar. Idejo za sliko je morda dobil že 1905, končal pa jo je 1907. V središču slike je kmet pri delu - seje semena na zorano njivo, verjetno ob zgodnjem jutru. V ozadju stoji preprost stegnjen kozolec, ki je v različnih oblikah značilen za slovensko pokrajino. Ozadje morda povzema pogled na skalnato pobočje nižjega hriba Kamnitnika na obrobju Škofje Loke. Motiv sejalca je bolj verjetno povzet po fotografiji Avgusta Bertholda. Fotograf iz Puštala je posnel moža v razkoraku s hrbta v bližini Gosteč, kar potrjuje silhueta hriba Hum v ozadju fotografije. Slikar Grohar je ozadje nekoliko predelal; sejalci običajno delajo zgodaj zjutraj, ko so sence drugačne. Lokacijo motiva je v bližino Gosteč postavil že umetnostni zgodovinar France Stele.  
Motivu so kasneje pripisali manj verjetno metaforo Slovencev ob koncu 19. oziroma začetek 20. stoletja. V tem času se je pred narodom risala nejasna prihodnost. Tako bi sliko morda lahko interpretirali kot simbol slovenskega naroda, ki seje, da bo lahko prideloval, pa tudi prikaz človeške povezanosti z naravo. Bolj verjetno gre za nadgradnjo vpliva risb in slik sejalcev od Jeana Françoisa Milleta do Vincenta van Gogha. Kasneje je svojega Sejalca zasnoval Rihard Jakopič.   
Prvič je Grohar sliko predstavil na razstavi v novem slovenskem kulturnem domu v Trstu leta 1907. Slika je bila takoj prepoznana kot izredno kvalitetno delo in kot slovenski nacionalni mit (v nadgradnji Prešerna), a prodal je takrat ni. 
Slika velja za eno Groharjevih najpomembnejših delo in je hkrati ena najbolj poznanih slik slovenskih slikarjev. Uporablja jo umetniška skupina IRWIN, kot tudi podjetje Semenarna Ljubljana. Motiv sejalca je oblikovalec Mile Licul prikazal na slovenskem kovancu za 5 centov. 